# Res nullius

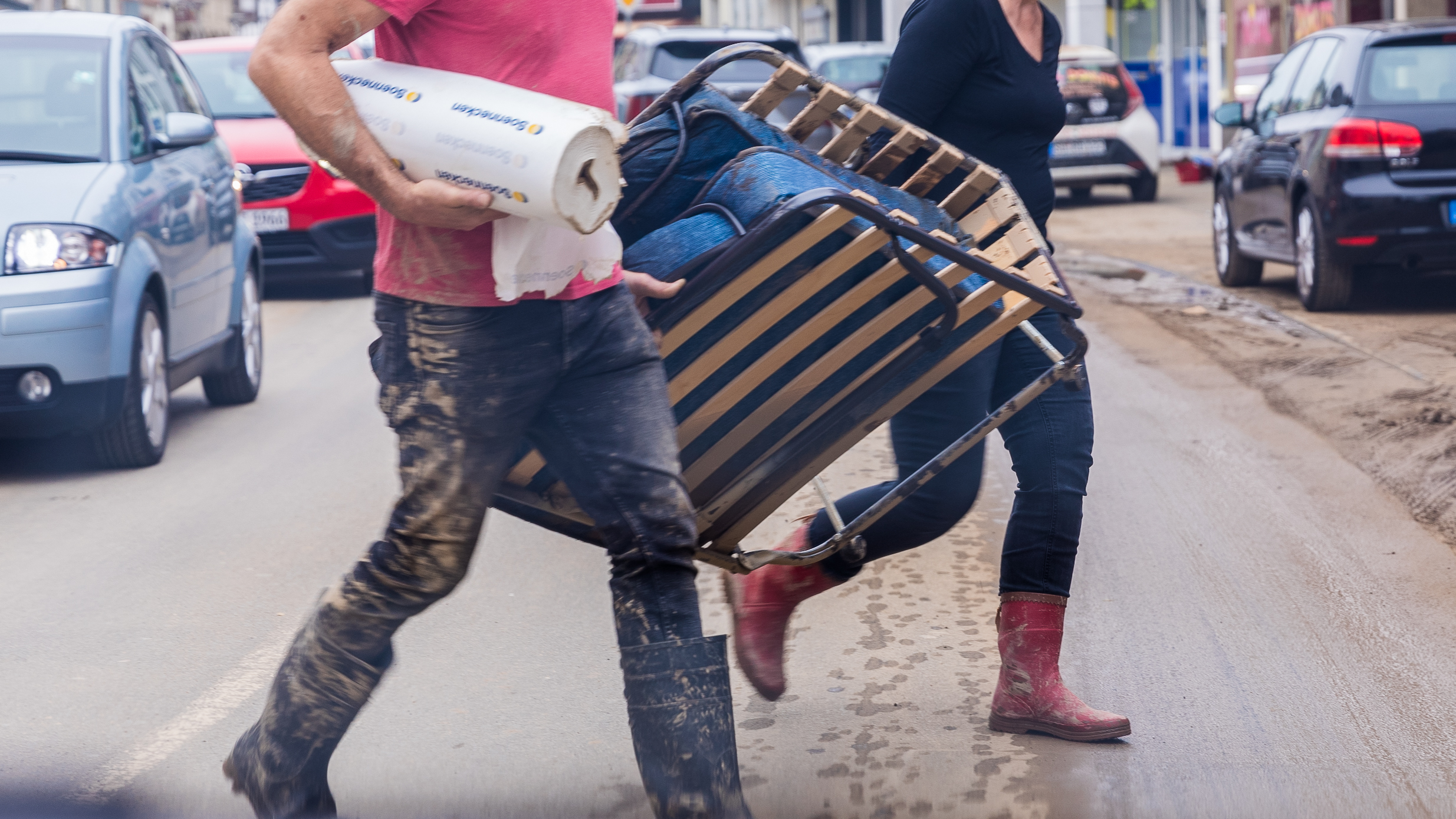
Ett exempel på res nullius. Två personer tar med sig en säng från grovavfallet.

Res nullius (latin, "ingens sak"), eller herrelöst gods, är ett juridiskt uttryck för saker som inte befinner sig i någons ägo. Rättsbegreppet härrör från den romerska rätten. 

## Beskrivning
Till herrelöst gods räknas bortkastade föremål och skräp (res derelictæ), även om sådant som uppkastats av vågorna på havsstranden – dock inte vrakgods. I brist på däremot stridande lagbestämmelser anses sådana föremål få tas i besittning och förvärvas av vem som helst. Att förvärva eller ockupera res nullius ger äganderätt till föremålet.
Benämningen res nullius används också om sådant som inte tillhör någon viss person, men dock genom särskild lagstiftning, först med regale, undantagits från allmänhetens fria tillägnande, såsom för det mesta är fallet med villebråd, fisk, fornsaker med mera.

## Motsvarigheter
Res nullius har sin motsvarighet i mark, såsom ingenmansland (terra nullius). Detta hör historiskt samman med den rättsliga grunden för kronans allmänningar såsom skogsregale, och även för kolonialismen.
I historiska stater med slaveri var en människa res nullius om vederbörande inte var medborgare.
Vidare brukar res nullius anses som grunden för skattebönders jordägande. Ättesamhället sågs som framsprunget ur att ättens stamfader ockuperat ett landområde som ansågs för res nullius, vilket gav dem privat jordägande. Enligt ett annat synsätt hade ätten blivit förlänad marken den ockuperade, och hade därför relativ äganderätt i förhållande till staten. I motsats till res nullius var området omkring den ockuperade marken, ättens allmänning, ett mellanting mellan res nullius och ägd jord.
Eftersom vatten inte kan ockuperas betraktades allt vatten som tillhörande staten (vattenregale), och inte res nullius. Nybygge utanför ättens allmänning gav därför ägande- eller täkterätt, rätt att anses som ägare av marken som de själva röjde.